# Comtat de Fuentes de Valdepero
Comtat de Fuentes de Valdepero és un títol nobiliari castellà, concedit l'any 1572 per Felip II a Juana de Acevedo y Fonseca, casada amb Pedro Enríquez de Acevedo y Álvarez de Toledo. La senyora Acevedo y Fonseca era la senyora de Cambados, a Galícia. Els diferents llinatges que dugueren aquest títol nobiliari van ser els Zúñiga, Méndez de Haro, Álvarez de Toledo, Silva i FitzJames Stuart.
El seu nom es refereix al municipi de Fuentes de Valdepero, a l'actual província de Palència.